# 구태회
구태회(具泰會, 1923년 6월 24일~2016년 5월 7일)는 대한민국의 정치인이다. 제4·6·7·8·9·10대 국회의원, LS그룹 명예회장이며, 제9대 국회 후반기 국회부의장을 지냈다. 호는 춘곡(春谷)이다.
아버지는 구재서이고 어머니는 진양 하씨로 LG그룹의 창업주 연암 구인회의 동생이다. 또한 구평회, 구두회의 형이다. 제1공화국에서 자유당 소속 국회의원으로 정계에 입문한 뒤, 6선 의원과 대한민국 국회의 9번째 국회부의장을 지냈다. 후에 민주공화당으로 당적을 옮겼다. 박정희 정부 시절에는 잠시 무임소 장관으로도 재직했다. 자유민주연합 특임위원을 지냈다.
LG그룹 전신인 금성사와 럭키금성그룹에서 경영인으로 활동하였으며, 2004년부터 동생인 구평회, 구두회와 함께 LG전선그룹으로 계열 분리하였다. 장남은 그룹 초대 회장을 지낸 구자홍이다.

## 학력
- 1950년: 서울대학교 정치학 학사

## 경력
- 1958년~1960년: 제4대 국회의원(자유당)
- 1962년: 금성사 부사장
- 1963년~1972년: 제6,7,8대 국회의원(민주공화당)
- 1964년: 민주공화당 원내부총무 겸 대변인
- 1965년: 민주공화당 정책위원회 부의장
- 1969년: 국회 예산결산특별위원회 위원장
- 1971년: 민주공화당 정책위원회 의장
- 1973년~1979년: 제9대 국회의원(유신정우회)
- 1973년: 유신정우회 정책위원회 부의장 겸 정책연구실장
- 1973년~1975년: 무임소장관
- 1976년: 국회 부의장
- 1979년~1980년: 제10대 국회의원(민주공화당)
- 1979년: 민주공화당 정책위원회 의장
- 1982년: 럭키금성그룹 고문
- 1995년: LG그룹 창업고문

## 가족관계
- 아버지 구재서(具再書)
- 어머니 진양 하씨(晉陽 河氏)
  - 형님 구인회(1907년~1969년)
  - 형수 허을수(1905년~1986년)
    - 조카 구자경(1925년~2019년)
    - 조카 구자승(1929년~1974년)
    - 조카 구자학(1930년~2022년)
    - 조카 구자두(1932년~)
    - 조카 구자일(1935년~2023년)
    - 조카 구자혜(1937년~2009년)
    - 조카 구자영(1939년~)
    - 조카 구순자(1943년~)
    - 조카 구자극(1946년~)

  - 부인 최무(1922년~2012년)
    - 장녀 구근희(1943년~)
    - 장남 구자홍(1946년~2022년)
    - 자부 지순혜 (1947년~)
      - 손녀 구진희(1977년~)
      - 손자 구본웅(1979년~)

    - 차녀 구혜정(1948년~)
    - 차남 구자엽(1950년~)
    - 자부 김태향(1950년~2012년)
      - 손녀 구은희(1976년~)
      - 손자 구본규(1979년~)

    - 삼남 구자명(1952년~2014년)
    - 자부 조미연(1952년~)
      - 손자 구본혁(1977년~)
      - 손녀 구은경(1982년~)

    - 사남 구자철(1955년~)
    - 자부 홍정원(1955년~)
      - 손녀 구원희(1980년~)
      - 손자 구본권(1984년~)

  - 동생 구평회(1926년~2012년)
  - 제수 문남
    - 조카 구자열(1953년~)
    - 조카 구자용(1955년~)
    - 조카 구자균(1957년~)
    - 조카 구혜원(1959년~)

  - 동생 구두회(1928년~2011년)
  - 제수 유한선
    - 조카 구자은(1964년~)
    - 조카 구은정
    - 조카 구지희
    - 조카 구재희

## 역대 선거 결과
|  | 57.00% |

|  | 29.77% |

|  | 53.71% |

|  | 56.85% |

|  | 53.17% |

|  | 0% |

|  | 27.55% |